# Cintré
Cintré é uma comuna francesa na região administrativa da Bretanha, no departamento Ille-et-Vilaine. Estende-se por uma área de 8,24 km². Em 2010 a comuna tinha 2 404 habitantes (densidade: 291,7 hab./km²).